# Vida de una geisha
Vida de una geisha es una novela autobiográfica escrita por la geisha Mineko Iwasaki, que recibió el título de mejor geisha de Japón. Fue creada como respuesta a la publicación en 1997 de la novela Memorias de una geisha, en la que su autor incluía información proporcionada por Mineko confidencialmente, condición que incumplió al incluir el nombre de la geisha en los agradecimientos. En la novela narra el momento en que ingresó a la casa de geishas (okiya), su aprendizaje y las personas que conoció. La novela desmonta muchos de los mitos sobre las geishas.